# Penstemon multiflorus
Penstemon multiflorus är en grobladsväxtart som beskrevs av Chapman och George Bentham. Penstemon multiflorus ingår i släktet penstemoner, och familjen grobladsväxter. Inga underarter finns listade i Catalogue of Life.